# Мадара Учиха (Наруто)
Мадара Учиха (на японски: うちは　マダラ) е измислен герой от японското аниме и манга серии Наруто, създадени от Масаши Кишимото. Учиха означава „ветрило“, а Мадара – „петно“.
Мадара Учиха прекарва ранните години от живота си в непрестанно съперничество с по-младия си брат Изуна Учиха. Равни във всяко едно отношение, двамата непрекъснато тренират, за да надминат другия. Така те се сдобиват с Мангекю Шаринган. Заедно те поемат контрола над клана Учиха, като Мадара става техен водач. Въпреки че го прави много по-силен, накрая Мангекю Шаринганът оставя Мадара сляп. Той бил единственият който можел да се противопоставя на Хаширама от кланът Сенджу (I хокаге), затова той трябвало да продължи да се бие. Изуна се съгласил да даде очите си за да възвърне зрението му. Така той получава вечния Мангекю Шаринган.
В крайна сметка кланът на Мадара се обединява с клана на бъдещия Първи Хокаге, което води до образуването на Селото скрито в Листата (Коноха). Мадара и Първият водят спор за това как да управляват Коноха, който довежда до битката им в Долината на Края. Мадара губи битката и е изгонен от Коноха. След поражението си той създава Акатски, за да може да действа в сенките. Като член на Акатски използва псевдонима Тоби.
Въпреки всички спекулации, около самоличността на човека зад маската на Тоби от Акатски, Човекът зад маската е Обито Учиха от отбора на 4 Хокаге, заедно в отбор с Какаши Хатаке и Рин. Обито се е смятал за мъртъв. Обито умира при скално срутване, при опит, на Обито и Какаши да спасят Рин. Тази история се разказва в Kakashi Gaiden. Зад маската на Тоби не е и Мадара Учиха, което поставя много въпроси около самоличността му. Самият Тоби опитва да разкрие самоличността си и премахва маската си, показвайки част от лицето си, и своя Шаринган, но преди да се разкрие е обгърнат от пламъците на Аматерасу. Той не е зъл, основната му цел е да създаде мир в Селото Коноха.